# Комі-Перм'яцький округ

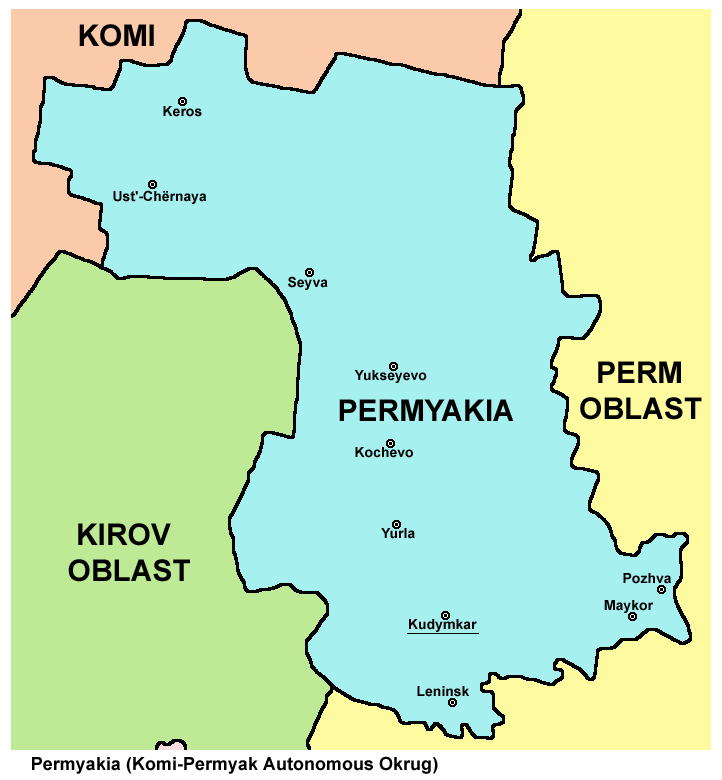

Комі-Перм'яцький округ (комі-перм. Комі-Пермяцкöй округ, Комі-Перем китш; рос. Коми-Пермяцкий округ) — адміністративно-територіальна одиниця з особливим статусом у складі Пермського краю, до 1 грудня 2005 року існувало як окремий суб'єкт Російської Федерації (Комі-Перм'яцький автономний округ). Площа — 32770 км². Округ розташований у пониззі Уральських гір, у верхньому басейні Ками. Населення — 127 тис. чол. (станом на 2010 рік). Адміністративний центр округу — місто Кудимкар.

## Адміністративний поділ
1. Гайнський район
2. Косинський район
3. Кочевський район
4. Кудимкарський район
5. Юрлинський район
6. Юсьвинський район
7. Кудимкар – місто крайового значення, як окрема адмінодиниця.

## Населення
| Рік  | Росіяни | Комі-перм'яки | Татари | Українці | Білоруси |
| ---- | ------- | ------------- | ------ | -------- | -------- |
| 1926 | 22,8%   | 77,0%         | ...    | ...      | ...      |
| 1959 | 32,9%   | 58,0%         | 2,6%   | 1,7%     | 2,0%     |
| 1970 | 36,0%   | 58,3%         | 1,6%   | 1,3%     | 1,1%     |
| 1979 | 34,7%   | 61,4%         | 1,1%   | ...      | ...      |
| 1989 | 36,1%   | 60,2%         | ...    | ...      | ...      |
| 2002 | 38,2%   | 59,0%         | ...    | ...      | ...      |